# جک کلیری
جک کلیری (انگلیسی: Jack Cleary؛ زادهٔ ۸ اوت ۱۹۹۵) قایقران روئینگ اهل استرالیا است.
وی در مسابقات کشوری و بین‌المللی در مجموع برندهٔ ۱ مدال برنز شده‌است.